# Лі Ю Мі (борчиня)
Лі Ю Мі (кор. 이유미; нар. 15 березня 1987) — південнокорейська борчиня вільного стилю, срібна та бронзова призерка чемпіонатів Азії.

## Життєпис
Боротьбою почала займатися з 2003 року.
Виступала за борцівський клуб міста Масан. Тренер — О Бе Саб.

## Спортивні результати на міжнародних змаганнях

### Виступи на Чемпіонатах світу
| Змагання                        | Збірна         | Вагова категорія          | Місце |
| ------------------------------- | -------------- | ------------------------- | ----- |
| Чемпіонат світу з боротьби 2009 | Південна Корея | жіноча боротьба, до 48 кг | 25    |
| Чемпіонат світу з боротьби 2011 | Південна Корея | жіноча боротьба, до 48 кг | 27    |
| Чемпіонат світу з боротьби 2015 | Південна Корея | жіноча боротьба, до 48 кг | 24    |

### Виступи на Чемпіонатах Азії
| Змагання                       | Збірна         | Вагова категорія          | Місце  |
| ------------------------------ | -------------- | ------------------------- | ------ |
| Чемпіонат Азії з боротьби 2009 | Південна Корея | жіноча боротьба, до 48 кг | 5      |
| Чемпіонат Азії з боротьби 2010 | Південна Корея | жіноча боротьба, до 48 кг | 8      |
| Чемпіонат Азії з боротьби 2011 | Південна Корея | жіноча боротьба, до 48 кг | 11     |
| Чемпіонат Азії з боротьби 2012 | Південна Корея | жіноча боротьба, до 48 кг | Срібло |
| Чемпіонат Азії з боротьби 2014 | Південна Корея | жіноча боротьба, до 48 кг | Бронза |
| Чемпіонат Азії з боротьби 2015 | Південна Корея | жіноча боротьба, до 48 кг | 5      |

### Виступи на Азійських іграх
| Змагання           | Збірна         | Вагова категорія          | Місце |
| ------------------ | -------------- | ------------------------- | ----- |
| Азійські ігри 2014 | Південна Корея | жіноча боротьба, до 48 кг | 8     |

### Виступи на інших змаганнях
| Змагання                                                         | Збірна         | Вагова категорія          | Місце  |
| ---------------------------------------------------------------- | -------------- | ------------------------- | ------ |
| Гран-прі «Харі Рам» 2012                                         | Південна Корея | жіноча боротьба, до 48 кг | Золото |
| Henri Deglane Challenge 2012                                     | Південна Корея | жіноча боротьба, до 48 кг | Бронза |
| Гран-прі Іспанії з боротьби 2015                                 | Південна Корея | жіноча боротьба, до 48 кг | 8      |
| Меморіал Іона Корнеану 2015                                      | Південна Корея | жіноча боротьба, до 48 кг | Золото |
| Олімпійський кваліфікаційний турнір з боротьби 2016 (Астана)     | Південна Корея | жіноча боротьба, до 48 кг | Бронза |
| Олімпійський кваліфікаційний турнір з боротьби 2016 (Улан-Батор) | Південна Корея | жіноча боротьба, до 48 кг | 15     |
| Олімпійський кваліфікаційний турнір з боротьби 2016 (Стамбул)    | Південна Корея | жіноча боротьба, до 48 кг | 7      |